# The Glad Fact
Albums de Dirty Projectors
The Graceful Fallen Mango
(2002) Morning Better Last!
(2003)
The Glad Fact est le deuxième album de Dirty Projectors (mais le premier enregistré réellement sous ce nom), sorti en 2003. C'est le premier album du groupe à comporter des chansons dont les textes parlent des passereaux ou des voitures, thèmes qui deviendront par la suite récurrents dans les albums suivants. L'album est sorti à la fois sous un support CD et vinyle, le vinyle comportant une chanson cachée n'existant pas sur le CD.

## Liste des titres
Toutes les chansons sont de Dave Longstreth.

### Liste des titres sur le CD
| #   | Titre                            | Durée |
| --- | -------------------------------- | ----- |
| 1.  | The Glad Fact                    | 5:15  |
| 2.  | My Offwhite Flag                 | 3:02  |
| 3.  | Like Fake Blood In Crisp October | 2:36  |
| 4.  | Boredom Is A Product             | 2:15  |
| 5.  | Two Brown Finches                | 2:06  |
| 6.  | Three Brown Finches              | 2:59  |
| 7.  | Off Science Hill                 | 5:03  |
| 8.  | Winter Is Here                   | 2:44  |
| 9.  | Ground Underfoot                 | 3:24  |
| 10. | Spirit-Future Medley             | 2:02  |
| 11. | Naked We Made It                 | 3:14  |
| 12. | Lit From Below                   | 2:29  |
| 13. | Imaginary Love                   | 2:46  |
| 14. | The Highway Is A Foggy Knife     | 2:09  |
| 15. | The Minutes                      | 2:41  |

### Liste des titres sur le vinyle
| #   | Titre                            | Durée |
| --- | -------------------------------- | ----- |
| 1.  | The Glad Fact                    | 5:15  |
| 2.  | My Offwhite Flag                 | 3:02  |
| 3.  | Like Fake Blood In Crisp October | 2:36  |
| 4.  | Boredom Is A Product             | 2:15  |
| 5.  | Two Brown Finches                | 2:06  |
| 6.  | Three Brown Finches              | 2:59  |
| 7.  | Off Science Hill                 | 5:03  |
| 8.  | Winter Is Here                   | 2:44  |
| 9.  | Ground Underfoot                 | 3:24  |
| 10. | Unlisted Bonus Track             | 3:19  |
| 11. | Spirit-Future Medley             | 2:02  |
| 12. | Naked We Made It                 | 3:14  |
| 13. | Lit From Below                   | 2:29  |
| 14. | Imaginary Love                   | 2:46  |
| 15. | The Highway Is A Foggy Knife     | 2:09  |
| 15. | The Minutes                      | 2:41  |